# 12月
12月是公历年中的第十二个，以及每年是一年有12個月當中最後一個的一個月，是大月，共有31天。
歐洲語言中的12月源自拉丁语decem（意思是十），在古羅馬早先的曆法中這個月為十月。
在北半球，12月是冬季的第一个月；在南半球，則為夏季第一個月。
本月节气有：大雪、冬至
本月的節日與活動為：冬至節，平安夜，聖誕節，行宪纪念日，跨年夜

## 12月的節日／紀念日
- 12月1日
  - 世界愛滋病日
  - 葡萄牙恢復獨立紀念日
- 12月4日：國家憲法日（中華人民共和國）
- 12月5日：国际志愿者日
- 12月6日：烏克蘭武裝部隊日
- 12月10日：世界人權日
- 12月12日：俄羅斯憲法日
- 12月13日：南京大屠殺死难者国家公祭日
- 12月15日：柴門霍夫日
- 12月18日：國際移民日[1]
- 12月19日：聯合國南南合作日
- 12月20日：
  - 澳門回歸紀念日
  - 革命英雄日（菲律賓）
- 12月23日：儿童节（苏丹、南苏丹）
- 12月24日：平安夜
- 12月25日
  - 聖誕節
  - 行憲紀念日（中華民國）
- 12月26日
  - 英國與大多數大英國協國家的節禮日
  - 毛澤東誕辰日
  - 真納誕辰紀念日

## 其它
- 12月開始於與9月一個星期的同樣一天。
- 12月的星座包含射手座（11/23~12/21）和摩羯座（12/22~1/19）